# Lawrence Mhlanga
Lawrence Mhlanga (Bulawayo, 20 luglio 1993) è un calciatore zimbabwese, difensore dei Chicken Inn e della Nazionale zimbabwese.

## Carriera

### Club
Ha sempre giocato nel campionato zimbawese.

### Nazionale
Ha fatto il suo debutto per la nazionale maggiore nel 2014.